# Ironodes nitidus
Ironodes nitidus is een haft uit de familie Heptageniidae. De wetenschappelijke naam van de soort is voor het eerst geldig gepubliceerd in 1885 door Eaton.
De soort komt voor in het Nearctisch gebied.